# Suzuki Swift
El Suzuki Swift es un automóvil del segmento B producido por el fabricante japonés Suzuki. Existen cinco generaciones, puestas a la venta en los años 1985, 1989, 2004, 2011, 2017 y 2023. En el año 2000 alcanzó más de un millón de unidades vendidas y casi en ecuador no hay Suzuki Swift.

## Primera generación (1985-1989)

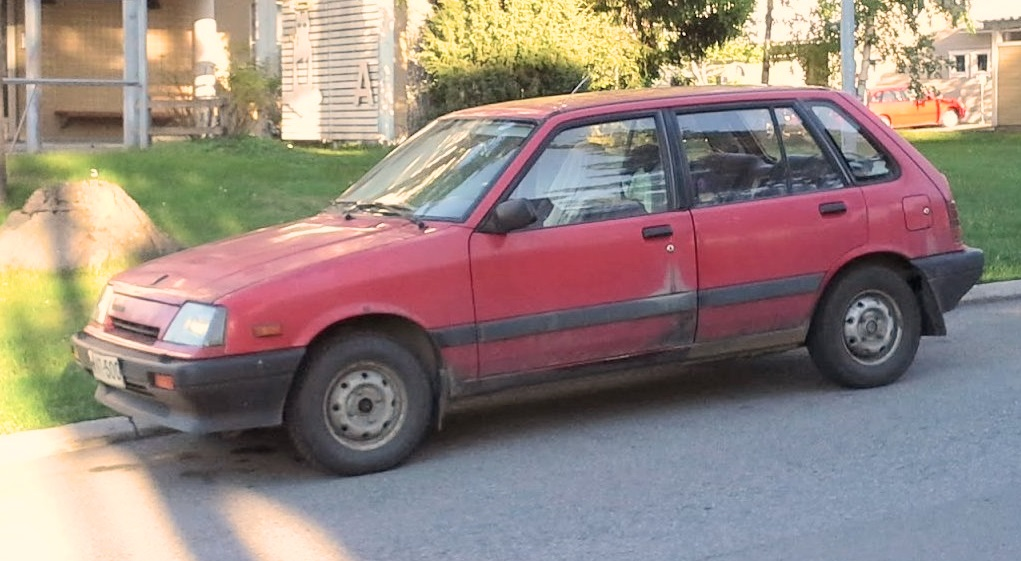
Suzuki Swift Hatchback, cuatro puertas.

La primera generación también se vendió con los nombres Suzuki Forsa para GM los Chevrolet Sprint, Pontiac Firefly y Holden MB tres marcas de General Motors. Existió con carrocerías hatchback de tres y cinco puertas, sedán de cuatro puertas y descapotable de dos puertas. Sus motores eran de gasolina, de 880, 1.0 y 1.3 litros de cilindrada, disponibles con carburador o inyección de combustible, el primero también con turbocompresor.
Swift GTi: Con un motor de 4 cilindros, solo 1.3 cc, 16 válvulas, twin cam, llegaba a los 101 hp a solo 6450 rpm y llegando a 7500 rpm de máxima. Una verdadera sorpresa. El Chevrolet swift fue un auto que se vendía en los Estados Unidos y Canadá, con GM para el mercado continuo la Chevette hasta 1987, junto con el Sprint. En el modelo 1988, la aspiración natural hatchback fue nombrado el Chevrolet Sprint Metro.
El "Sprint" y "Sprint Metro" difieren en sus motores, aunque ambos fueron controlados por el ordenador sistemas de carburados. De 1985 a 1988, el carburador 10L del motor V12 utilizado un diseño de cabeza semiesférica. Más tarde, de inyección de combustible necesaria la culata para el año 1989 se rediseñó para añadir la refrigeración adicional necesaria, la reducción de gases de kilometraje.
El Sprint fue originalmente ofrecido en algunas partes del oeste de EE. UU. para el modelo 1985; Chevrolet comercializados posteriormente el Sprint a través de América del Norte. Todos los modelos fueron inicialmente hatchbacks de 3 puertas. A partir de 1986, un período de cinco puertas hatchback versión se ofreció a la llamada Sprint Plus. Ese año, otro modelo de la llamada Sprint ER se ofreció que incluía un par de características, como por ejemplo un "upshift" luz para indicar la velocidad ideal para pasar a la próxima marcha más alta en los modelos de transmisión manual. Aunque el aire acondicionado se ofrecen en todos los años, las tres velocidades de transmisión automática que ofrece no es hasta 1986. Todos los modelos que figuran delante ruedas motrices y de 12 pulgadas neumáticos.
Turbocompresor versiones de los 1.0 L de 3 cilindros estaban disponibles en el Sprint de Turbo 1987 a 1990 (1987-1988 en EE. UU.). Los colores se limita a rojo, blanco y azul para el Turbo Sprint. Los correspondientes Suzuki no era turboalimentado, en lugar de ello, utilizó un 1.3 L de 4 cilindros de motor.

### En Bolivia
Se vendió la 1.ª generación del Suzuki Swift, a la que se denominó localmente como Forza, sin ser este su nombre de origen. Era fabricado en Japón en versiones de 3 y 5 puertas.Con un motor de 4 cilindros, solo 1.0 cc, 16 válvulas, twin cam, llegaba a los 55 hp a solo 5450 rpm y llegando a 6500 rpm de máxima. Una verdadera sorpresa. En 1987 recibe un ligero retoque y algunas modificaciones en la puerta trasero. Fue muy popular por su buen servicio brindado entre las ramas particular y pública, gracias a su amplitud y por sus 4 puertas, siendo uno de los automóviles más económicos vendidos en Bolivia junto al Daihatsu Charade, Subaru Justy, al Hyundai Pony y el Lada 2105. 
Posteriormente fue sustituido por el Suzuki Swift 1.3 HB 5 puertas importado desde Japón.

### En Chile
La segunda generación fue vendida en el país hasta 1996, para dejar un espacio y dar mayor volumen de ventas al Suzuki Baleno. En 2005 llegó la tercera generación, la que fue un gran éxito de ventas por el llamativo diseño y el completo equipamiento; posicionándose principalmente como un vehículo juvenil. La cuarta generación se vende desde 2011, y ha conseguido una gran aceptación y un buen número de matriculaciones; manteniendo el buen ritmo de ventas de la generación anterior. También se vendió la primera generación ya que en Chile existen modelos de 1987 y 1988.

### En Colombia
El Suzuki Swift de primera generación hizo su aparición en el mercado local como Chevrolet Sprint en 1985, cuando Colmotores, ensambladora de las marcas Chevrolet, Opel e Isuzu; inicia una ofensiva en el mercado de los autos económicos con la marca Suzuki, reputada casa japonesa de vehículos, pequeños económicos, prácticos y muy confiables. En un principio se pensó en bautizarlo Sprint Chevette, sin embargo, en ese momento se estaba fabricando otro modelo con el nombre de Chevette, por lo que se dejó solo el de Sprint. El pequeño auto fue presentado a la prensa oficialmente el 7 de octubre de 1985, generando una gran expectativa en el público, ya que era un auto de avanzada tecnología a bajo precio que pretendía quitarle mercado al Renault 4 y al Mazda 323 en su versión HB. El Sprint causó sensación, ya que en solo dos meses vendió 1,200 unidades. Se hicieron ligeras modificaciones en 1987, incluido el aumento de tamaño de la rueda de 12" a 13" y la inclusión de una suspensión trasera más amable con los ocupantes. Sin embargo, sus competidores no se quedaron atrás y en 1988 Mazda a través de la C.C.A empezó a comercializar el Mazda 323 Coupé; y Renault a través de su filial SOFASA, ofreció el Renault 4 en nuevas versiones con equipamiento más actual. A pesar de esto, el Sprint vendió 15,000 unidades hasta 1990, y luego su popularidad creció más cuando fue creada una copa monomarca en donde el Sprint era el protagonista, dando la oportunidad a muchos pilotos de arreglar y conducir sus propios autos.
El auto recibió en los años siguientes varios retoques, el más notable en 1998 cuando su pequeño motor recibió la inyección electrónica, producto de las nuevas reglamentaciones impuestas en el mercado colombiano a partir del año anterior. Desde 1998 en Japón y Brasil se habían cerrado las líneas de producción de materiales para el CKD del Sprint, por lo que la filial de Suzuki en Colombia, Colmotores, decide iniciar su producción de forma local ante la todavía alta demanda por este vehículo, importando solo aquellas partes que no era posible manufacturar localmente, tales como los computadores de control del sistema de inyección, entre otros. 
En 2002, se fabricó localmente el primer Chevrolet Sprint Taxi, con el cual logró un puesto en la opinión y el uso de los taxistas, aunque en este aspecto no fue tan popular como si lo fue en el mercado particular. En 2004 ante el cese de su producción por parte de su compañía matriz y ante el poco mercado dejado por sus directos competidores, el Sprint sale del mercado, con 70,848 unidades vendidas, incluyendo taxis, convirtiéndolo en otro hito de la industria automotriz colombiana.[cita requerida]

### En Ecuador
Se vendió la 1.ª generación, a la que se denominó localmente como Forsa 1 1000 cc 43 HP, sin ser este su nombre de origen. Era fabricado en Japón en solo una versión de 3 puertas. Fue llamado el auto del pueblo por su costo y su buen servicio siendo uno de los automóviles más económicos vendidos en Ecuador. Posteriormente fue sustituido por el "Forsa 2" 993 cc 2 puertas.

### En Venezuela
Se vendió a partir de la segunda generación desde finales de 1991 como Chevrolet Swift, en versión 1300 (carburado) el primer año y luego en versión 1600 16V (carburado), automático y sincrónico, solo se comercializó en versión sedán de cuatro puertas. Se mantuvo en venta hasta 1996, en 1997 le dio paso al Chevrolet Esteem. El Chevrolet Swift es conocido por su gran resistencia y poca necesidad de mantenimiento. Su eslogan publicitario fue El japonés de Chevrolet.

## Segunda generación (1989-2004)
La segunda generación del Swift, motor a gasolina, un 1.0 litros de 53 HP, un 1.3 litros de 71 HP, y un 1.6 litros de 79 HP. A las versiones con tracción delantera se les agregó otras con tracción a las cuatro ruedas. El coeficiente aerodinámico del Swift sobresaliente con 0.32. Pero no solo en el motor y la relación Peso / potencia tan brillante del pequeño Swift encontraremos virtudes, pues en su chasis y su amortiguación se encuentra lo mejor, puesto que este pequeño GTI en su última evolución cuenta con amortiguación independiente a las cuatro ruedas, y un chasis mucho más optimizado, que hacen las delicias de todo aquel que se disponga a exprimir este pequeño bólido de tracción delantera y batalla corta, con un chasis muy efectivo y divertido de conducir.
Además los frenos, de disco en las cuatro ruedas, se muestran más que sobrados para detener los 850 kg que pesa este coche en orden de marcha con conductor incluido.
En resumen, un GTI al estilo "japonés" muy divertido, dinámico y con un chasis y unos frenos a la altura de las circunstancias, que pueden hacer pasar muy buenos ratos a sus afortunados dueños. Lo mejor de este pequeño GTI es su conducción deportiva y la sensación de rabia a altas vueltas, así como unos consumos contenidos cuando circulamos a velocidades legales. Hay que resaltar la tecnología empleada en su día en este motor, que sigue estando entre los mejores de su categoría aunque no se fabrique actualmente.
Pasó a ser un competidor con los coches de la época, 205 rallye, Opel Corsa GSI, Citroën AX GTi, todo modelos potentes de época.
En 1992 recibió una pequeña remodelación de los paragolpes, un interior más refinado que incluía elevalunas automáticos, cierre centralizado, un cuadro de mandos más moderno y aire acondicionado

### Motorizaciones
| Periodo                        | 1989-1998             |                       |                       |           |           |           |           |           |           |           |           |           |           |           |           |
| Identificación del motor       | G13B                  |                       |                       |           |           |           |           |           |           |           |           |           |           |           |           |
| Tipo de motor                  | L4 16v                | L4 16v                | L4 16v                |           |           |           |           |           |           |           |           |           |           |           |           |
| Diámetro x carrera             | 74 mm × 75 mm         |                       |                       |           |           |           |           |           |           |           |           |           |           |           |           |
| Cilindrada                     | 1298 cm³              |                       |                       |           |           |           |           |           |           |           |           |           |           |           |           |
| Relación de compresión         | 10: 1                 |                       |                       |           |           |           |           |           |           |           |           |           |           |           |           |
| Potencia máxima: CV (kW) @ rpm | 95 CV (74 kW) @ 6450  | 95 CV (74 kW) @ 6450  |                       |           |           |           |           |           |           |           |           |           |           |           |           |
| Par máximo: Nm @ rpm           | 105 Nm @ 4950         |                       |                       |           |           |           |           |           |           |           |           |           |           |           |           |
| Tracción                       | Delantera             | Delantera             | Delantera             | Delantera | Delantera | Delantera | Delantera | Delantera | Delantera | Delantera | Delantera | Delantera | Delantera | Delantera | Delantera |
| Transmisión                    | Manual, 5 velocidades | Manual, 5 velocidades | Manual, 5 velocidades |           |           |           |           |           |           |           |           |           |           |           |           |
| Peso                           | 790Kg                 |                       |                       |           |           |           |           |           |           |           |           |           |           |           |           |
| Aceleración 0–100 km/h         | 8.6 s                 |                       |                       |           |           |           |           |           |           |           |           |           |           |           |           |
| Velocidad máxima               | 193 km/h              | 193 km/h              | 193 km/h              |           |           |           |           |           |           |           |           |           |           |           |           |
| Consumo combinado (L/100 km)   | 6.9                   |                       |                       |           |           |           |           |           |           |           |           |           |           |           |           |

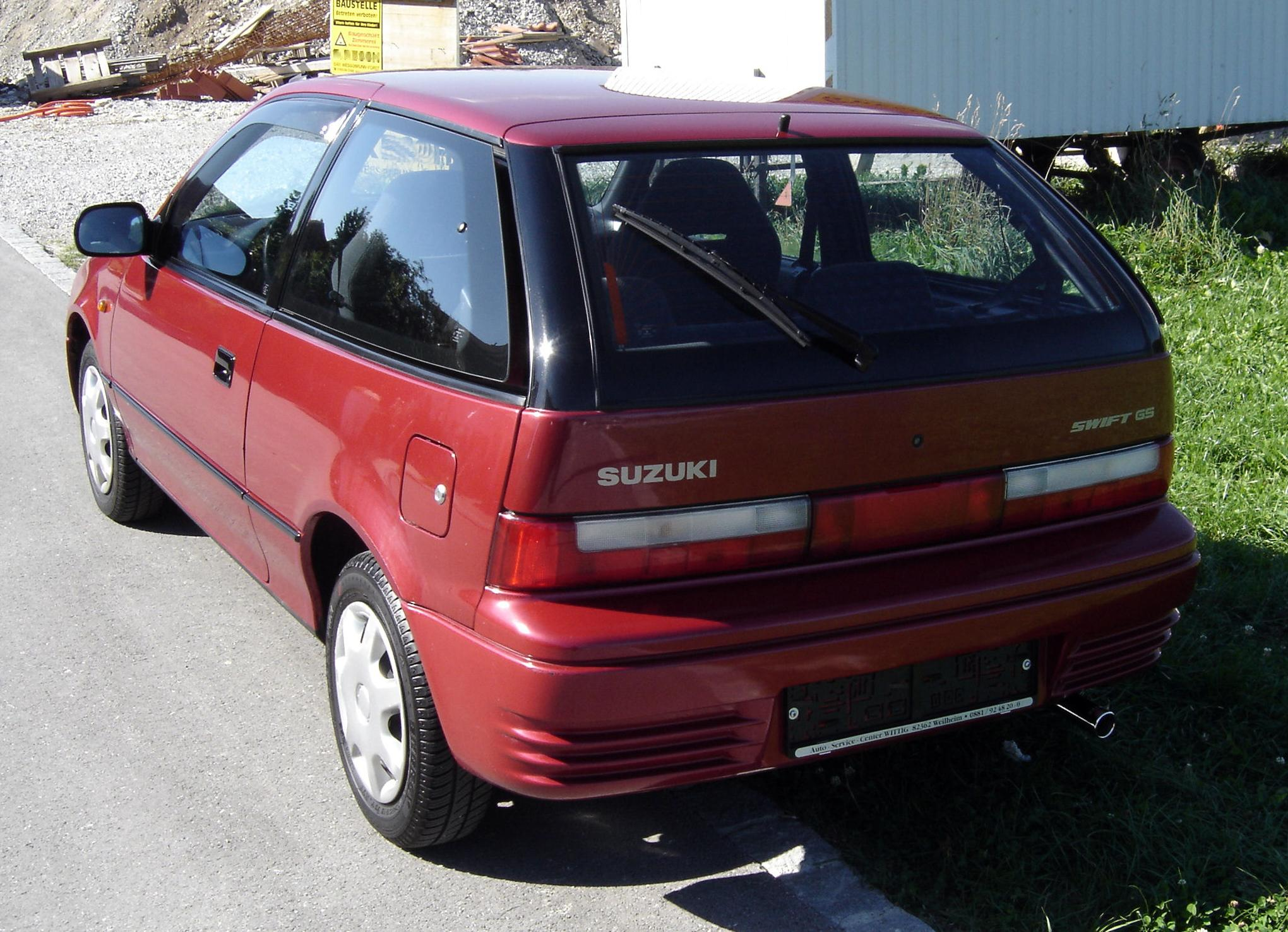
Suzuki Swift, 2 puertas (1988-1998)
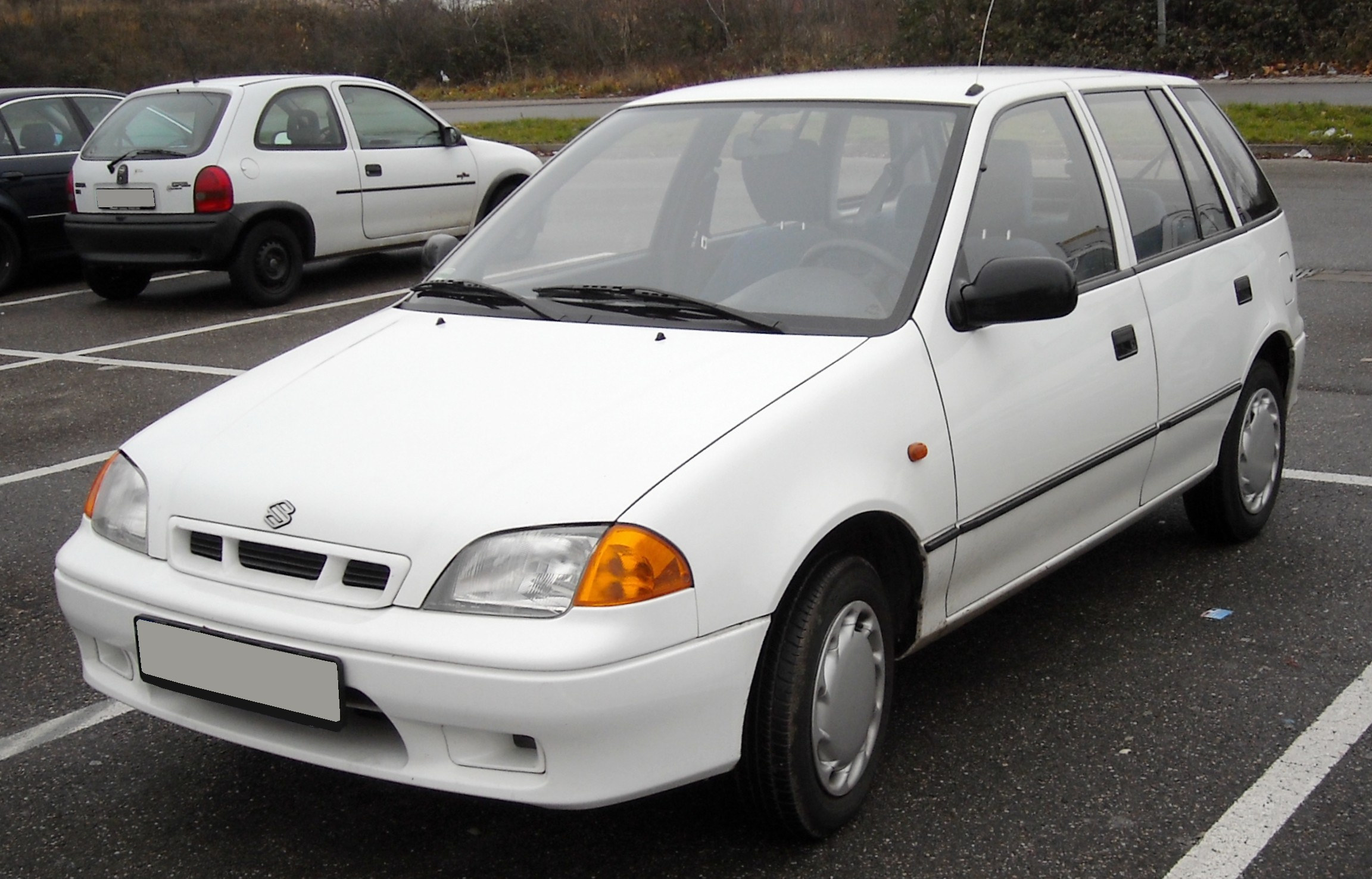
Suzuki Swift, cuatro puertas (1998-2004)
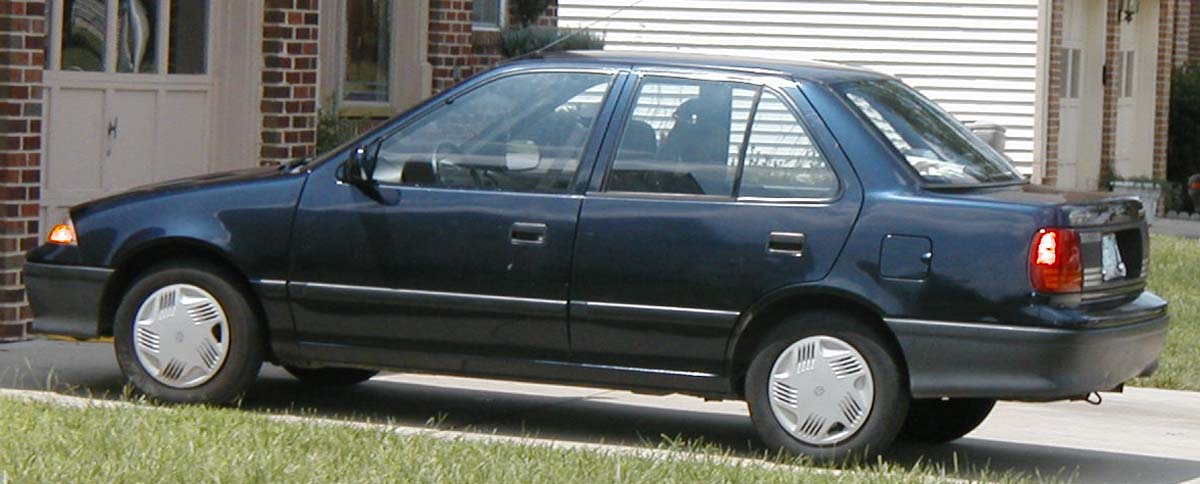
Suzuki Swift, sedan de 1996

## Tercera generación (2004-2011)
La tercera generación se vendió con carrocerías coupe de tres y cinco puertas, homologados para cuatro y cinco ocupantes respectivamente. Su diseño fue un referente y a la vez marco una pauta rupturista, pues se desligó de los patrones establecidos por las marcas automotrices. Su tamaño exterior es inferior a la mayoría de los modelos europeos actuales de la categoría, que rondan los 4,0 metros de largo. Por el contrario, es similar a los japoneses Nissan Micra y Toyota Yaris, y al francés Citroën C2 y al checo Škoda Fabia. Una variante sedán de cuatro puertas, probablemente más pequeña que el Suzuki SX4 sedán, será puesta a la venta en la India y otros países.
Existen variantes con tracción delantera y a las cuatro ruedas ("Swift 4x4"), y con cajas de cambios manual de cinco marchas, automática de cuatro marchas y manual-pilotada de 5 marchas (MTA). Todos los motores son de cuatro cilindros, cuatro válvulas por cilindro y doble árbol del levas. Los gasolina son un 1.3 litros de 92 CV, un 1.5 litros de 102 CV, y un 1.6 litros de 125 CV ("Swift Sport"). El Diésel es un Fiat de 1.3 litros de 70 CV con turbocompresor de geometría fija, inyección directa common-rail e intercooler.
En 2008 se le realizó una pequeña actualización que incluyó a los pilotos traseros, faros antiniebla y su moldura, diseño de los asientos, y mandos al volante, entre otros.
En 2009, al final de su época comercial, se hizo un último restyling, la edición black&white, con distintas llantas, parrilla frontal cromada y espejos con intermitente incorporado plegables eléctricamente.

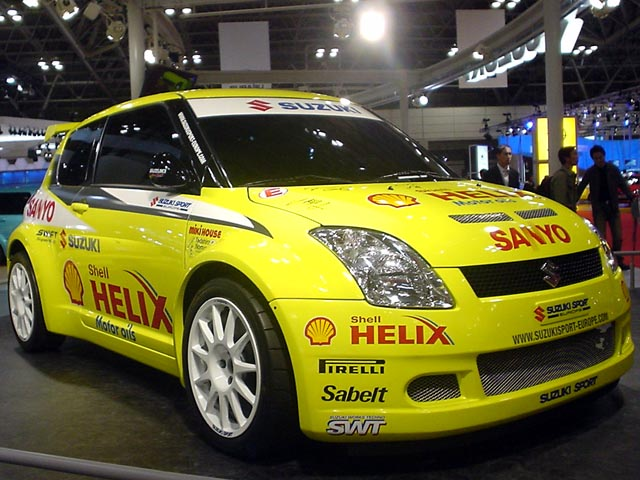
Suzuki Swift, 2 Puertas Version Rally

## Cuarta generación (2011-2017)
La cuarta generación presentada en 2010 tiene un exterior que mantiene características similares a la anterior. Sin embargo, las dimensiones aumentaron (exceptuando la altura) y se actualizaron las líneas del vehículo, para tener como resultado un diseño más atrevido y moderno. Tiene un interior totalmente renovado, que lo actualiza para los mercados actuales y se relaciona con el diseño del sedán deportivo Suzuki Kizashi, mejorando la calidad y los acabados. Algunas motorizaciones para este modelo son los gasolineros de 1.2 de 94 CV y 1.4 litros de 95 CV; y un diesel 1.3 que otorga 75 CV.
La recientemente lanzada generación del Swift ha recibido bastantes premios, uno de ellos fue el Citycar de 2011 en Nueva Zelanda. Es fabricado en Japón, Hungría para el mercado europeo e India.

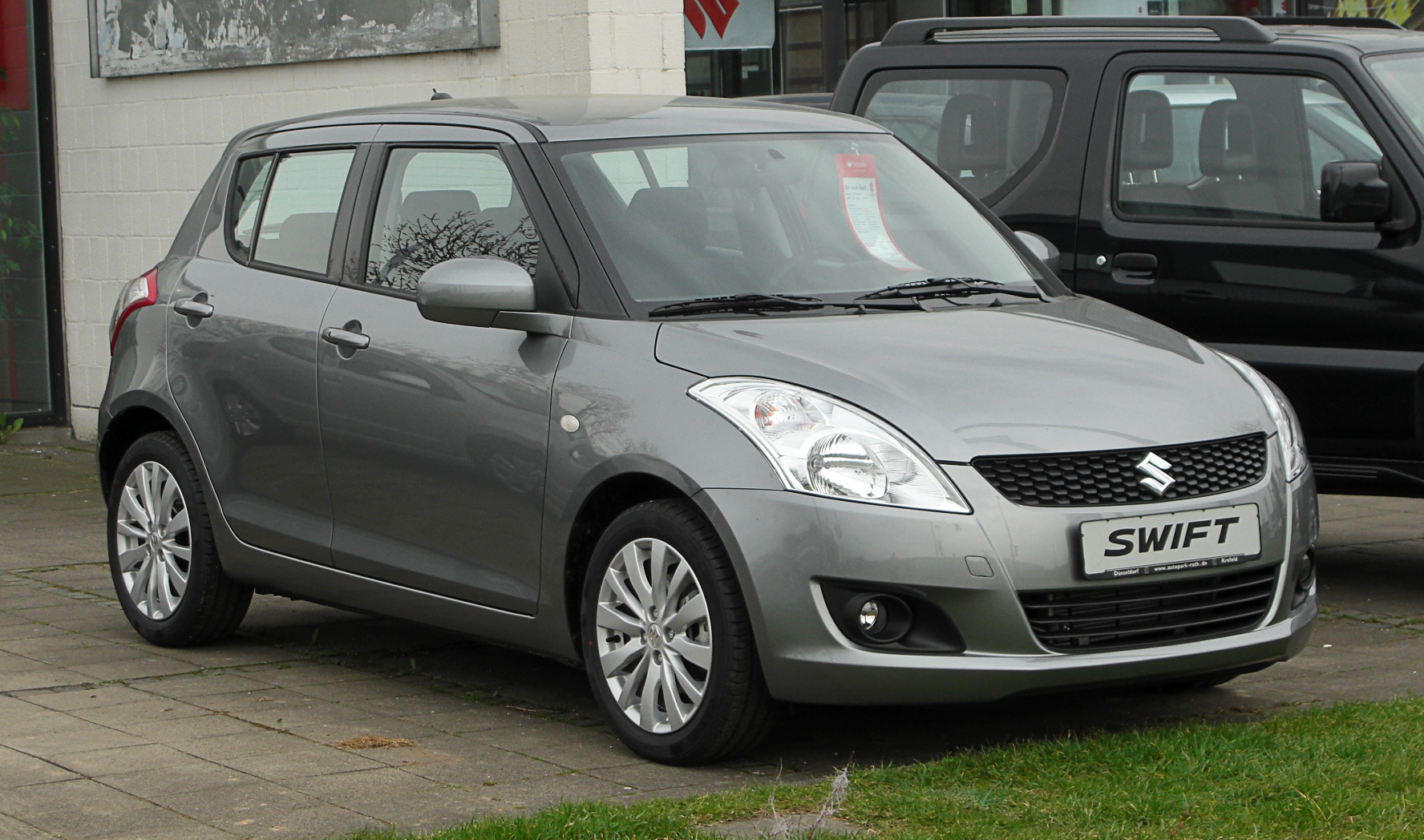
Suzuki Swift, cuatro puertas
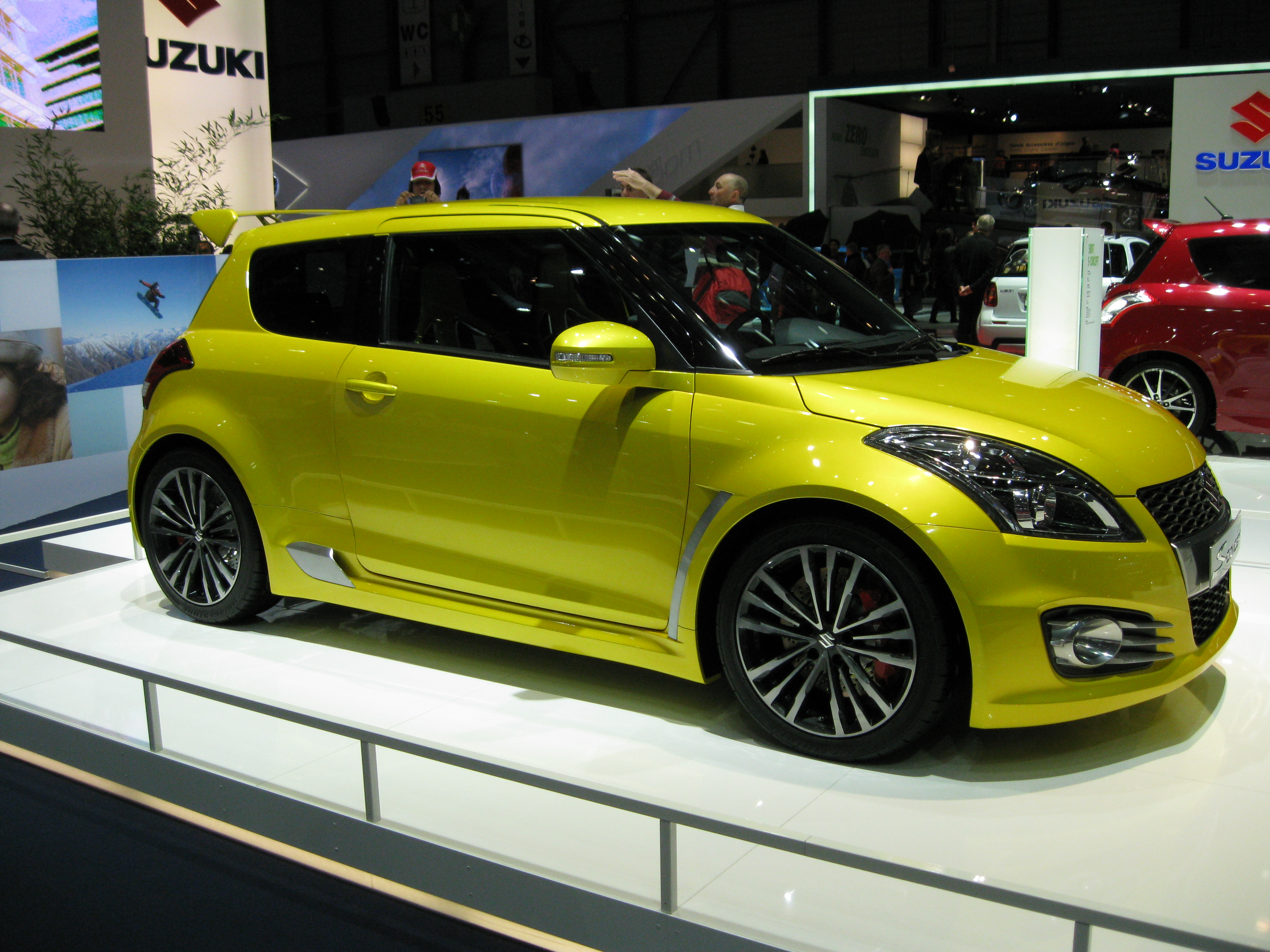
Suzuki Swift, dos puertas

## Quinta generación (2017-2023)
La quinta versión del Swift se presentó en 2016. De acuerdo a la nueva tendencia de Suzuki en todos sus vehículos, se buscó aligerar todos los componentes con el fin de hacer más eficiente el consumo de combustible. El peso en vacío de las distintas versiones no supera los 900 kilogramos, en la versión 1.0 Boosterjet automática y 865 kg base para la 1.2 Manual
Algunas de las motorizaciones que se han presentado en esta versión son un motor atmosférico a gasolina de inyección multipunto de 4 cilindros y 1.2 litros de desplazamiento con 16 válvulas y VVT, que genera 82 HP con transmisión manual y CVT.
Swift Sport
En 2017 Suzuki presentó el Swift Sport, el cual es la variante deportiva del compacto que monta un motor turbocargado (Boosterjet) de inyección directa de 4 cilindros y 1.4 litros de desplazamiento con 16 válvulas que alcanza 140 HP. Se ofrece con una transmisión manual o automática, una manual de 6 y una automática. Esta versión puede llegar a 100 km/h en solo 8.1 segundos,compite con las variantes deportivas del Audi A1 y Skoda Fabia o con los Abarth 500 y MINI Cooper, entre otros, siendo el único del segmento en bajar la tonelada (970 kg). En 2020 este modelo fue ligeramente actualizado obteniendo novedades entre ellas y la más destacada la incorporación de una batería de 48V que le permite adentrarse en la categoría de mild-hybrid o híbrido ligero. 

### Seguridad

#### ANCAP
El Swift de quinta generación con ADAS fabricado en India para el mercado Australasiano recibió 1 estrella de ANCAP en 2024 (alineado con Euro NCAP). Es una versión peor que la que se vende en Europa o Japón.

#### Latin NCAP
El Swift de quinta generación fabricado en India o Japón en su versión latinoamericana más básica recibió una calificación de 0 estrellas de Latin NCAP en 2021 (similar a Euro NCAP 2014).

#### Euro NCAP
El Swift de quinta generación en su versión europea estándar recibió una calificación de 3 estrellas de Euro NCAP en 2017.
El Swift de quinta generación en su versión europea con kit de seguridad recibió una calificación de 4 estrellas de Euro NCAP en 2017.

### Galería

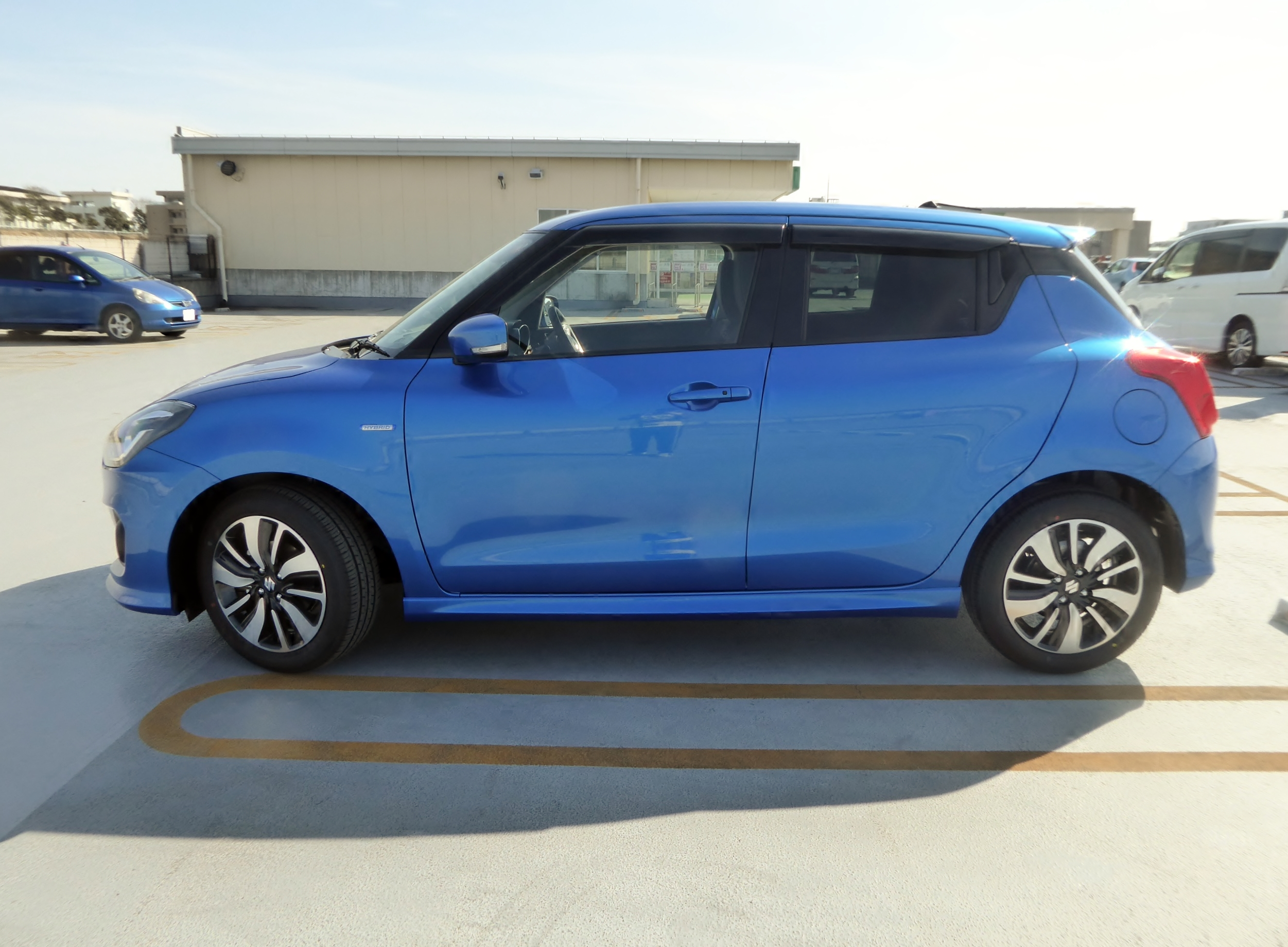
Suzuki Swift, parte lateral
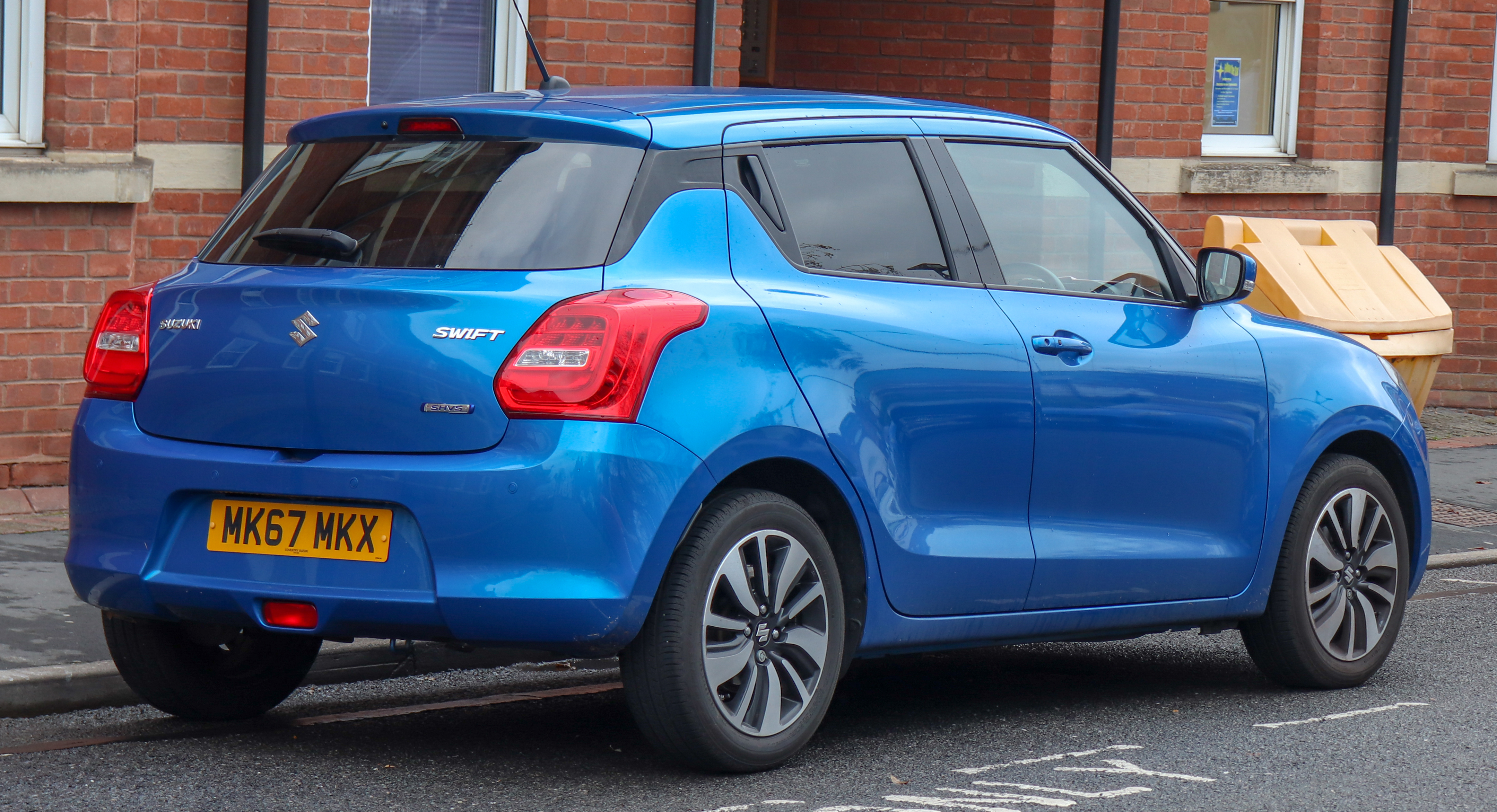
Suzuki Swift, parte posterior
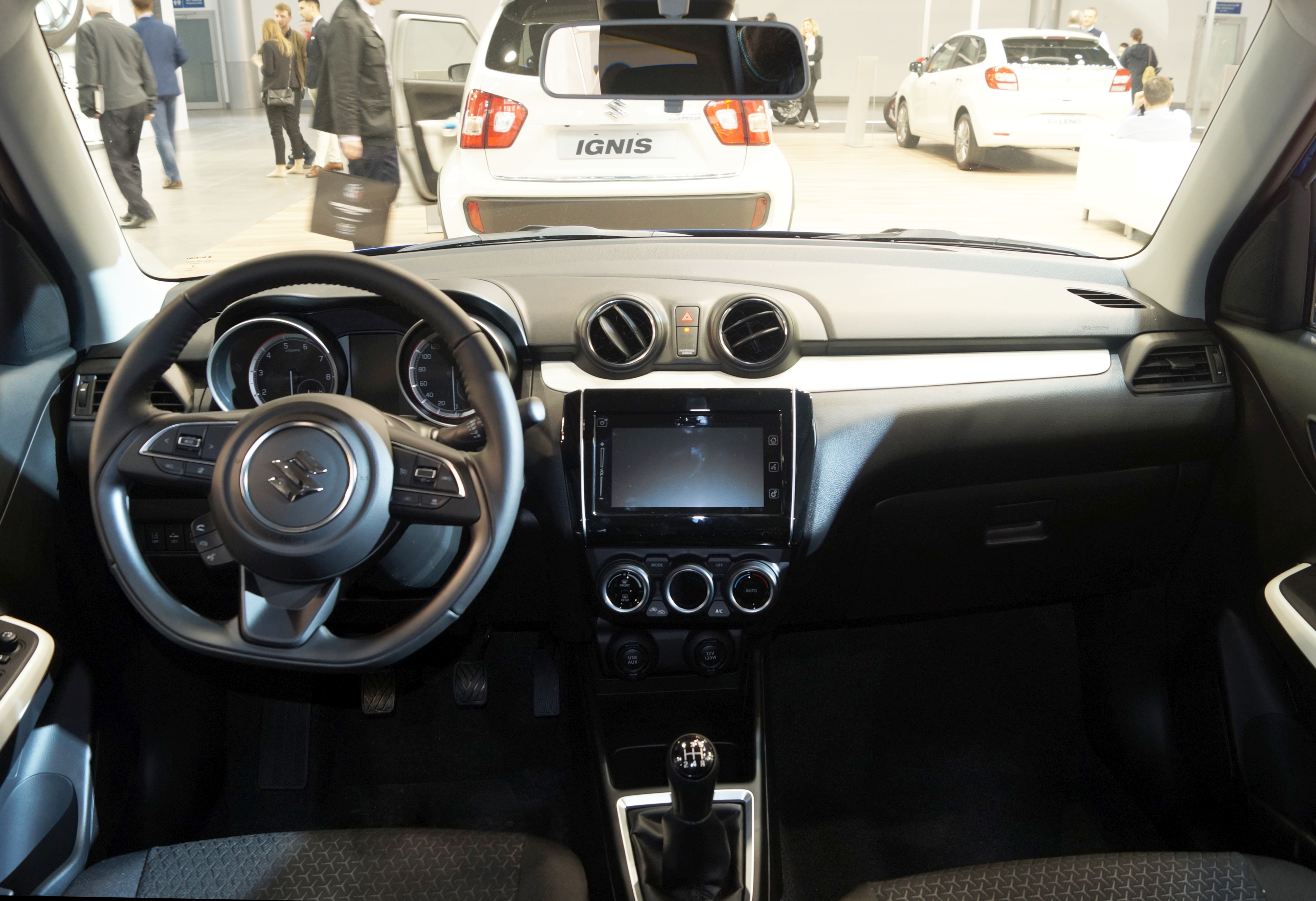
Suzuki Swift, parte interior
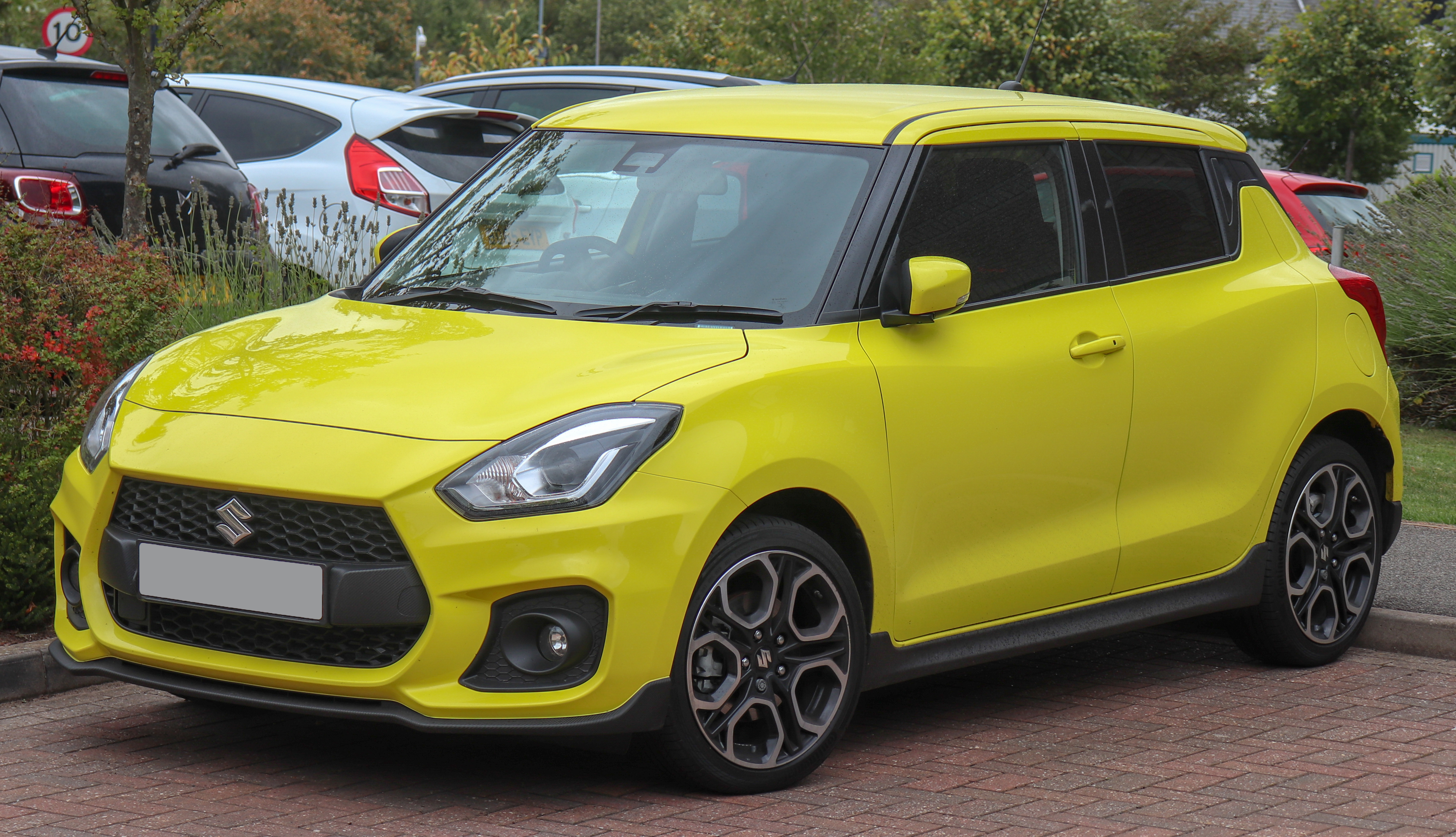
Suzuki Swift Sport